# 流亡黯道
《流亡黯道》是一款由紐西蘭Grinding Gear Games公司所開發的免費動作角色扮演遊戲，在2013年1月23日發布測試版，並在同年四月達到兩百萬位玩家的紀錄。《流亡黯道》在2013年10月23日同時在其官方網站及steam上發布正式版。目前東南亞地區由Garena代理。臺灣在2014年8月14號進行公測。

## 遊戲內容
玩家起初能選擇六種不同職業的角色，他們皆因為犯罪或各種原因被流放至俗稱「鬼島」的瓦爾克拉斯，玩家必須在這充滿奇術以及各種兇殘生物的地方生存。本作在一定程度上借鑒了暗黑破壞神系列，尤其是其中的《暗黑破壞神II》，同樣採用黑暗的風格，在血腥及恐怖氛圍的營造上有很深的刻畫。
目前遊戲有十個章節，在每個章節初皆有供玩家短暫停留的城鎮或營地，玩家可在此處補充戰力，並可與NPC進行交流，而除了這些城鎮外，若非組隊，每位玩家會進入到各自的地圖，而每次生成的地圖皆有可能與之前生成的不同，如旋轉90度等差異，在地圖中亦有可能隨機出現「大師」任務以及副本，這也相當程度的提高了可玩性。在玩家突破了目前的所有章節後將被傳送到下一難度的地圖繼續挑戰，新的難度將會有更強大的怪物，並且死亡時會扣除經驗值。
遊戲內的角色有三種基礎能力：力量、敏捷、智慧，起始選擇的職業擁有其中一至二種核心能力，所有的裝備與武器亦同，所附能力也分別對應到護甲、閃避值、能量護盾等等。
遊戲中所有技能都必須使用安裝在裝備、武器插槽上的技能寶石，若沒有將寶石放置於插槽中將無法使用，技能寶石除了等級以及基礎能力的要求外並無其他條件，故不同職業也皆能使用不同流派的玩法，除了一般的技能寶石，也有輔助使用的輔助寶石，輔助寶石必須裝置於與欲輔助之技能寶石相連的插槽中才能發揮功效，如附加傷害、增快施法速度等等。

天賦樹图盘

《流亡黯道》最大的特色即為其龐大且複雜的天賦樹，目前有1325個天賦點可供選擇，起始選擇的角色將會決定天賦樹的起始位置，但不會影響天賦點可否點選，在遊戲中天賦點的點選影響極大，若無整體且一致性的規劃，將會導致角色失去特色而有如四不像。
還有一個與其他遊戲不同的特色，在遊戲中並沒有金錢等物品，交易憑藉的皆為被稱為通貨的物品，如各類珍稀的石頭，這些物品各有其用處，所以並非與金錢般擁有絕對的價值。

### 聯盟
遊戲中有兩個長期的聯盟可供選擇－標準聯盟以及專家聯盟，標準聯盟為最基本的聯盟，玩家死亡後可在先前的城鎮復活，專家聯盟則不同，若角色死亡（除了玩家對戰中死亡）將會被送到標準聯盟，沒有任何方法可以返回。在同一個聯盟中的所有角色可共用倉庫。
遊戲中也常有許多的短期聯盟（季賽），為專家模式，時間從12分鐘至數天長不等，在聯盟開始前30分鐘可進行報名，玩家在此聯盟中創立的角色可由擊殺特定頭目、第一個完成某任務、在同職業中排行前20等方式獲得獎勵點數，依獎勵點數多寡來獲取各式傳奇裝備，並且獲得的傳奇裝備都有其特殊的造型，其中某些造型更是受玩家追捧。這些聯盟中都會新增許多模式增加挑戰性，如增強怪物強度、無法在回到城鎮後補充藥劑、玩家可自由PVP或是聯盟會定期淘汰排名在後的玩家。在短期聯盟結束後，所有角色將被送往短期聯盟之母聯盟。有些特定的短期聯盟（深入探索系列）結束或是角色死亡後，角色會送往虛空聯盟。

### 虛空聯盟
在此聯盟中的角色無法登入，倉庫物品不能合併到一般的母聯盟，部分季賽的角色及物品結束之後會送到此聯盟。

## 故事背景
遊戲設定於一個黑暗的世界當中，目前共有十章，相關劇情仍然在探索中。
玩家一開始被流放到俗稱「鬼島」的瓦爾克拉斯。

### 瓦爾族
瓦爾王朝
瓦爾族是瓦爾克拉斯大陸已知最古老的種族，幾乎被世人所遺忘，現今只能透過爬滿黴菌的書籍、難以理解的圖案和文字以及破碎的傳說拼湊這個古代文明，瓦爾對外族和善，有活人獻祭的宗教習俗，利用奇術科技創造並改良戰爭機械，從所見識到的瓦爾廢墟的建築規模、棲息在內的創造物、甚至是瓦爾超靈防禦系統，在在證明其強盛的國力。
眾神之淚
瓦爾族也是所知第一個使用「古靈寶石」創造出寶石文化的種族，他們將其稱為「眾神之淚」。為了保障瓦爾族的未來，他們會將古靈寶石帶到「多里亞尼的搖籃」，但什麼是所謂的搖籃，又是如何保障瓦爾族的未來，仍是未解之謎。
阿茲里與多里亞尼
關於阿茲里，只有一件事情是可以確信的：她是瓦爾族的末代女王，女王阿茲里擁有無盡的財富，但不是一位仁慈的君主，對反抗者無情的處以活人獻祭之刑罰。阿茲里「希望在幽靜的歷史長河中看見自己曼妙的身影」，終其一生追尋美麗與永生。
在一個以古靈寶石和奇術為信仰的文化裡，能成為一人之下、萬人之上的權臣，多里亞尼必定是當中的奇才。多里亞尼是阿茲里身旁的首席奇術師，受命「盡所有可能達成使命，不需考慮任何代價或後果。」為阿茲里破解殺人魔澤佛伊長壽及永保青春的秘密。為了追求無盡的青春和美貌，對無數青春年華的男女子民痛下殺手。
不知是否因「越矩之行招致天崩地裂」，阿茲里女王成為瓦爾族最後一位統治者，其輝煌歷史於恆曆前四百年左右戛然而止。
瓦爾文明的滅絕 (恆曆前 400 年)
瓦爾族繁盛了數千年後，在熾烈的烈陽下消逝。
瓦爾文明的消失的突然，留下的史實不多，只有零碎古文中提及的「沉睡、惡夢、邪獸」等詞彙能讓後世推測線索，多里亞尼對奇術的研究讓瓦爾帝國達到前所未有的高峰，他相信透過神秘的滿月獻祭「交誼」儀式，可以達成他口中讓所有子民長生不老的「煉化」，不論這儀式是如何進行，相信多里亞尼開啟了接觸了古靈寶石力量源頭的大門，但就如同多里亞尼所言：「你可以送出誠摯的邀請，但無從得知造訪的是何方嘉賓」，多里亞尼所迎來的不是族人永生的祝福，而是毀天滅地的「巨變」。
數百萬的龐大民族，最後僅倖存三千一百二十六人...

### 永恆帝國
永恆帝國是由阿茲莫里人在瓦爾族滅亡約四百年後所建立的國家，阿茲莫里人在瓦爾族被滅族前就已出現，並且從其學到許多科技。帶領族人建立國家的是維盧梭(Veruso)，由於他深知瓦爾族因為那些奇特的寶石而滅亡，所以嚴格禁止相關的使用以及研究，並且悉數埋置於統治者之殿的山脊下。但到了帝國的中期仍然有如馬雷葛蘿等人對其進行研究，馬雷葛蘿試圖將寶石的精華注入人體，但效果不慎理想，許多人成了異形，他死前成功地製造出了一個邪影寶石。
帝國末期時皇帝動起了長生的歪腦筋而又開啟了相關的研究，「馬拉凱」即為帝國的首席奇術師，他成功地將寶石植入人體中，在掌握相關技術後他指使奴隸在統治者之殿不斷地挖掘先前所埋藏的寶石。在皇帝的指使下，奇術師們持續地將寶石植入人體，並且由這些人組成了三個軍團，皇帝也利用這些軍團戍守邊疆以及打壓貴族及聖堂武僧。而馬拉凱最成功的創造物即為寶石皇后，他在她的脊椎中插入了許多的寶石而使她長生不死並且非常的強大。由於皇帝的壓迫，福爾(Voll)以及詩人維多里奧(Victario)發起了起義，靠著其他被奴役的外族以及貴族們的支持，他們成功推翻了皇帝，福爾也取而代之，福爾登基後便想殺死馬拉凱，但馬拉凱向他表示，他所製造的「轉化裝置」能使帝國恢復以往的光榮而引起福爾的興趣，但使用此裝置必須要寶石皇后的性命，而她拒絕了，最終使曾滅亡瓦爾族的「異變」(cataclysm)再度出現。
在異變後許多的動物也變得異常嗜血，許多死者也從地底爬出來，整個大陸上的文明幾乎被摧毀殆盡。

### 奧瑞亞
奧瑞亞位於瓦爾克拉斯的東方，在永恆帝國時期有許多厭惡奇術師的聖堂武僧移居至此，這些聖堂武僧們也將其宗教帶進奧瑞亞，至今都是一個宗教國家，在知曉瓦爾克拉斯成為鬼島後將其視為犯人的流放地，目前由「神主」所領導，神主為了一窺寶石的奧秘，率領著他的烏旗軍團以及「派蒂」等研究者前往瓦爾克拉斯，並且在神權之塔進行著研究。

## 評價
《流亡黯道》在2013年被遊戲網站GameSpot評為年度最佳PC遊戲，同時評論網站IGN也予其2013年最佳角色扮演PC遊戲。
在遊戲網站GameRankings以及Metacritic的評分中，《流亡黯道》皆獲得86分以上的高分。遊戲被稱讚是個令人刺激的、頻繁的微調使得各能力較為平衡、耐玩程度高，並在角色的培養、策略的使用上都十分有挑戰性。